# チェンジング・ナウ
『チェンジング・ナウ』は、UMAによる日本の漫画。『週刊少年マガジン』（講談社）において、2004年22・23合併号から2005年34号まで連載された。単行本は全3巻。

## 概要
特撮・ヒ−ロー物世界の基本フォーマットやお約束を忠実に再現しつつ、突如ヒーローとなってしまった一般サラリーマンを主人公としてコメディタッチでストーリーが進んでいくギャグ漫画。
作者のUMAは担当編集者がヒーローもののコメディ作品を企画していると聞き執筆を引き受けた。少年誌掲載で主人公が父親であることにはUMA自身も懐疑的な意見を述べているが、担当からは他にないからアリだと言われたという。当初は娘のタケコの視点から描かれていたが、ページ数の都合から父親中心の視点になっていった。

## 登場人物

### ヒーロー
ドッグファイター01（どっぐふぁいたーぜろわん）
変身の掛け声は「チェンジング・ナウ！」必殺技は「目つぶしチョップ」「Wトルネード（両手で目つぶしチョップ）」
本作の主人公である藤岡公平が変身する。仮面ライダーなどに始まる改造人間型ヒーローではあるが、仮面ライダーなどとは異なり本人が自分が改造人間であることを悩むようなことは一切なく、目下の悩みは娘が自分を構ってくれないこと。一般企業の係長であり、妻と三人の子供がいる。その才能を悪の組織にねらわれていたわけでもなく、酔っぱらっている間にいつの間にか改造人間にされていた典型的な巻き込まれ型主人公。作中世界では「格好がダサイ」「技がせこい」という評価が定着している。23話では仲間を傷つけられた怒りから強化変身を遂げるが、見得を切った段階で終わってしまい、その後その強化変身が登場することはなかった。
専用バイクのような物は持っていない。49話にて、専用バイクを持っているマシンナー、ビッグ・バンに感化され、お小遣いを貯めてスクーターを購入しドッグ・スピーダと名付けるが、買ったその日にトラックとの接触事故で失われた。
マシンナーVV（ましんなーぶいついん）
変身の掛け声は「点火（イグニッション）！」武器は前腕部に内蔵されている「マシンナーブレード」
10話から登場。名神真騎が変身する。人造人間キカイダー、ロボット刑事などと同じく人格まで含めて人工の機械人間ヒーローである。本人も自分の人格が人工知能であると認識しているが、その人格データには実在の人物の物が転用されていることが示唆され、悩むことになる。性格は非常に良く普段は物腰の柔らかい好青年だが、ことバイクのこととなると性格が大人気なくなる。
愛車はV-ビースト。バイクとしての性能もさることながら、独自の人工知能を持ち会話も可能。話し方は粗暴。普段は人工知能は眠っているが、覚醒するとバイク本体も変身する。
装甲刑事ビッグバンΣ（あーまーどでかびっぐばんしぐま）
変身の掛け声は「爆装！」必殺技は「バーニングナックル」
15話から登場。元刑事の大文字爆が変身する。ゴレンジャーや快傑ズバットなどで定着した強化スーツによるヒーロー。特に快傑ズバットは「友の仇を取るためにその友人の残してくれたスーツをまとって戦う」という共通点からもモチーフとなっていることがうかがえる。ただし一般的な強化スーツが顔全体を覆うのに対しビッグバンの顔は丸出しであり、ダサイというレッテルが定着しているドッグワンをして「オレよりダサイ」と言わしめた。暑苦しく鬱陶しい性格で、他人の話を聞かない。
サイドカー型の専用バイクをもっているが、作中でその名称は不明。その側車にはバイクを持たないドッグファイターがよく乗っている。
スター仮面（スターマスク）
変身の掛け声は「ライトニング！」必殺技は「スター・ショット」「スター・オーシャン」
藤岡公平や大文字爆の世代が子供の頃に活躍し、彼らのあこがれの的だったヒーロー。最高速度800km/hの愛車スター・ビークルを駆り、パートナーのレディ・ムーンと共に悪と戦った。
ドッグファイターとなった藤岡公平の前に思いもよらない形で姿を現す。
レディ・ムーン
変身の掛け声は「フロム・ニュームーン・トゥ・ザ・フルムーン！」
スター仮面のパートナー。やむを得ない事情で敵組織のスパイとしてスター仮面のそばにいたが、その後スター仮面に惹かれたことで組織を裏切りスター仮面の側につく。
ヒーローとしての活躍を終えた後も、スター仮面と同じ職場で共に働く。

### 悪の組織
作中、組織の名称は明らかとなっていない。組織内で機械怪人班、動物怪人班などにわかれている。食玩とフィギュア部門を重要な資金源とし、福利厚生も充実している。
うずまき男
ドッグファイターが最初に戦った相手。その姿にドッグファイターは終始とても怖がっていたが、うっかり転んだところにドッグファイターの延髄チョップをくらい敗れる。
外国人怪人
日本語はほとんど話せないため、ドッグファイターとほとんどコミュニケーションがとれず、戦闘が全然進展しない。一般怪人としては最多出場を誇る。
パンダ男
登場1コマ目でやられた最弱とも噂される動物怪人。後にうずまき男と共に再生怪人として二人一組でドッグファイターに戦いを挑むが、『再生怪人は弱い』という特撮世界のお約束通り、やはり瞬殺された。
バイク男
マシンナーにバイクでの首都高バトルを挑んだ。バトルを通じて結局マシンナーと認め合う仲になる。最終決戦後もマシンナーと一緒にツーリングをしているところを見ると友達になった模様。
ニセドッグファイター
悪事を働かせてドッグファイターのヒーローとしての地位を失墜させるために組織が送り込んだ偽物。外見とは裏腹に実力もかなりの物。かぶり物がそもそもイヌではなくてネコである・口髭がはえている・柄も違う、など全然似ていないはずなのに、一般人はおろかマシンナー、ビッグバン、はては娘のタケコまで見分けがつかなかったことで、精神的にもドッグファイターを痛めつけた。
クリムゾン・バニー
第7支部第6区担当の隊長。正体は藤岡公平と同じ職場のOL戸田六花。変身後は部下にも恐れられる厳しい性格だが、変身前は後輩に慕われる優しい先輩。19話にて、藤岡公平とお互いの正体がばれてしまう。しかしその後も職場ではそのままお互い上司と部下という関係を続けている。中盤で隊長職を離れ、新プロジェクトである組織内ユニット「ダークダークガールズ」の一員として、コーチから歌とダンスの厳しいレッスンを受ける。
ベルベット・ローズ
クリムゾン・バニーに変わって隊長になった少女。変身前の姿はカリスマモデルのロゼ。マシンナーを「マキ兄様」と呼びつつも、兄と父の仇として追い続ける。
大佐
第7支部を統括する幹部。かつての戦いにより左目と左腕を失っている。厳つい外見とは裏腹に、部下のために慰安旅行を企画するなどの気配りができる上司であり、下からの人望も厚い。その過去には大きな秘密が隠されており、それはコーチ以外の人物はほとんど知らない。
コーチ
新プロジェクト「ダークダークガールズ」を統括する美しい女幹部。歌とダンスの指導は厳しいが、それは期待の裏返しでもある。大佐とは古くからの知り合いである。
教授（プロフェッサー）
組織の開発部門に所属する。覆面と泥鰌髭がチャームポイント。マシンナーVV、ヘルファイアなど超高性能兵器を開発するが、いずれも組織のためには全く役立たなかった。
フロスト将軍
悪の組織の最高位に君臨しこの組織を率いる将軍。その威厳には大佐も萎縮する。

### 民間人
藤岡タケコ
藤岡公平の一人娘。アイドル志望の13歳で、同級生の沢田君が好き。家族の中で父の秘密を知る唯一の人物だったが、本人は父のヒーローとしてのあまりのカッコ悪さにそれを疎ましく思っている。
藤岡ハヤト
藤岡公平の長男。ぼーっとしているように見えるが友達を気遣う優しさも見せる。
藤岡シロー
藤岡公平の次男。まだほとんどしゃべれない幼児だが、ヒーローとしての資質を父以上に持っている。
課長
藤岡公平の上司。いつも嫌味を言って藤岡をいじめる。

## 書誌情報
1. ISBN 4-06-363481-7
2. ISBN 4-06-363522-8
3. ISBN 4-06-363579-1